# Dolinnoe
Dolinnoe (ucraniano: Долінноє) es una comuna y pueblo de la República de Moldavia ubicada en el distrito de Criuleni.
En 2004 la comuna tiene una población de 1123 habitantes, de los cuales 761 son étnicamente ucranianos y 264 moldavos-rumanos. La comuna comprende los siguientes pueblos:
- Dolinnoe (pueblo), 877 habitantes;
- Valea Coloniţei, 147 habitantes;
- Valea Satului, 99 habitantes.

Hasta el 27 de abril de 1977, la localidad era conocida con el topónimo Buga.
Se ubica unos 5 km al este de Chisináu y limita con el territorio de la capital nacional y con el distrito de Anenii Noi.